# Erwin Waldner
Erwin Waldner (Neckarhausen, 1933. január 24. – Neckarhausen, 2015. április 18.) nyugatnémet válogatott német labdarúgó, csatár.

## Pályafutása

### Klubcsapatban
1943-ban a TB Neckarhausen csapatában kezdte a labdarúgást. 1952-ben mutatkozott be a VfB Stuttgart első csapatában, ahol nyolc idényen át szerepelt és két nyugatnémet kupát nyert (1954, 1958) a csapattal. Az 1960–61-es idényben a svájci FC Zürich, 1961 és 1963 között az olasz SPAL labdarúgója volt. 1963-ban visszatért a stuttgarti csapathoz, ahol 1967 játszott. 1967-ben egy rövid ideig az alsóbb osztályú FV 07 Ebingen játékosa volt, majd visszavonult az aktív labdarúgástól.

### A válogatottban
1954 és 1958 között 13 alkalommal szerepelt a nyugatnémet válogatottban és két gólt szerzett.

## Sikerei, díjai
VfB Stuttgart
- Nyugatnémet kupa (DFB Pokal)
  - győztes: 1954, 1958